# Kanton Saint-Georges-en-Couzan
Kanton Saint-Georges-en-Couzan (francouzsky Canton de Saint-Georges-en-Couzan) je francouzský kanton v departementu Loire v regionu Rhône-Alpes. Tvoří ho 9 obcí.

## Obce kantonu
- Chalmazel
- Châtelneuf
- Jeansagnière
- Palogneux
- Sail-sous-Couzan
- Saint-Bonnet-le-Courreau
- Saint-Georges-en-Couzan
- Saint-Just-en-Bas
- Sauvain